# Przekładnia obiegowa
Przekładnia obiegowa – przekładnia zębata, w której jedno lub więcej kół nie ma ustalonej osi obrotu. Przekładnie obiegowe dzielimy na przekładnie obiegowe planetarne (o ruchliwości W = 1) i na obiegowe różnicowe (o ruchliwości W > 1).
Typowa przekładnia obiegowa składa się z kół głównych (1) i (3) (zwanych także centralnymi lub słonecznymi) oraz kół obiegowych (2) (planetarnych) zainstalowanych na jarzmie (4). Kół obiegowych jest zwykle para lub więcej.
W przekładni takiej mamy trzy możliwości przeniesienia mocy, a co za tym idzie trzy różne wartości przełożenia:
1. Jarzmo (4) jest unieruchomione – napęd przenoszony jest z koła (1) na koło (3) z pośrednictwem kół obiegowych (2), w tym przypadku ze stałymi osiami.
{\displaystyle i={\frac {z_{3}}{z_{1}}}}
2. Koło (3) jest unieruchomione – napęd przenoszony jest z koła (1) na jarzmo (4), za pośrednictwem kół obiegowych (2).
{\displaystyle i={\frac {z_{1}+z_{3}}{z_{1}}}}
3. Koło 1 jest unieruchomione – napęd przenoszony jest z koła (3) na jarzmo (4), za pośrednictwem kół obiegowych (2).
{\displaystyle i={\frac {z_{1}+z_{3}}{z_{3}}}}
Jak widać przekładnia obiegowa może uzyskać dużo większe przełożenia niż zwykła przekładnia zębata.

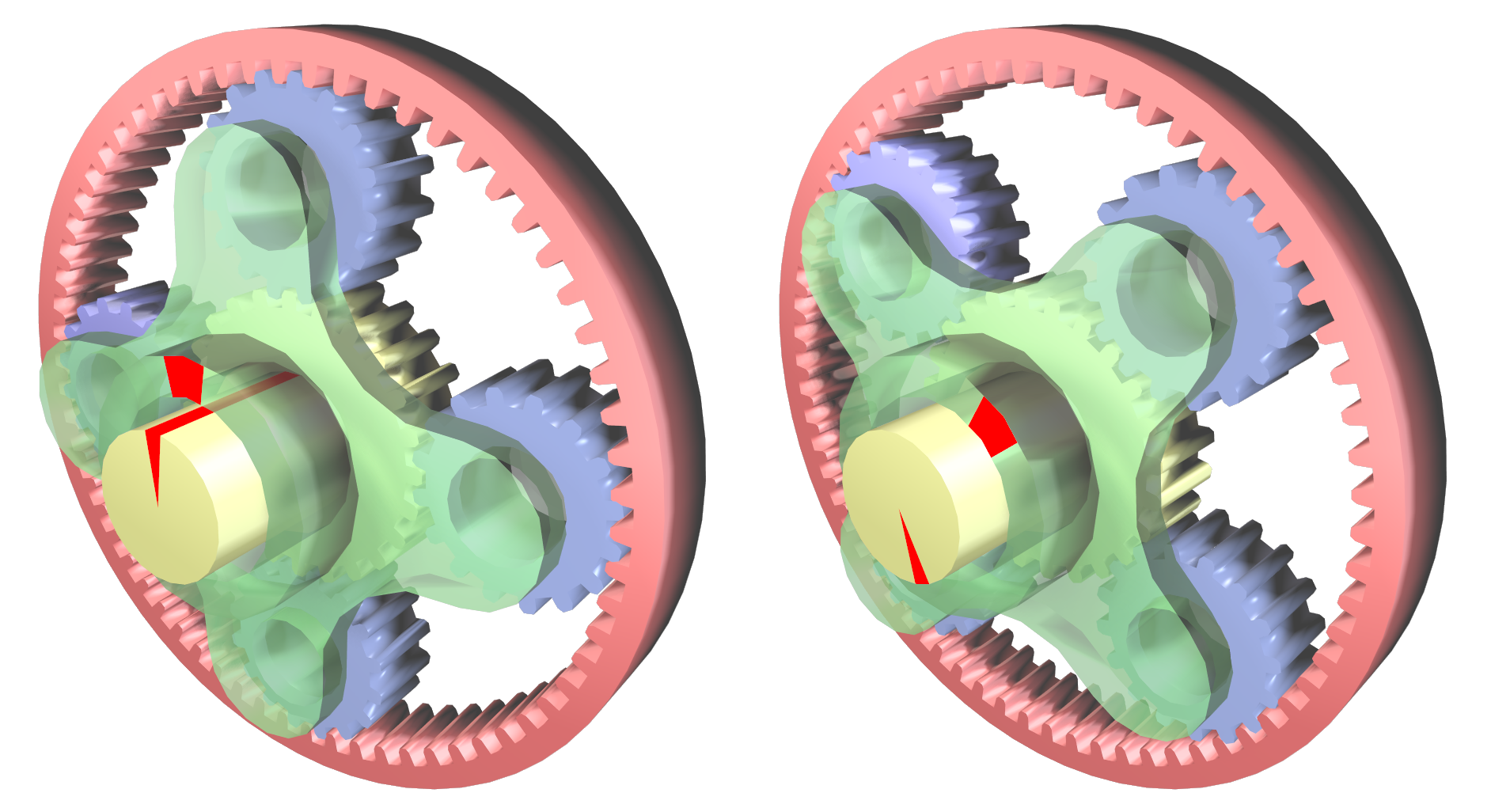

Szczególnym przypadkiem przekładni obiegowej jest przekładnia różnicowa. W takiej przekładni napęd z jarzma (4) za pośrednictwem kół obiegowych (2 i 2') przenoszony jest na dwa koła główne (1) i (3). W takiej przekładni żaden z elementów nie jest unieruchomiony i następuje rozpływ mocy do dwóch odbiorników (np. kół napędowych) zainstalowanych na półosiach kół (1) i (3). Prędkości obrotowe tych kół także dostosowują się do okoliczności. Przekładnie różnicowe stosuje się w pojazdach, w mechanizmach różnicowych.
Przełożenie przekładni różnicowej wynosi:
{\displaystyle i={\frac {z_{3}\cdot z_{2}'}{z_{1}\cdot z_{2}}}}
Zaletą przekładni obiegowych jest ich zwartość oraz wysokie przełożenia. Wadą natomiast możliwość wystąpienia w nich zjawiska mocy krążącej.